# Pycnoplectus linearis
Pycnoplectus linearis är en skalbaggsart som först beskrevs av Leconte 1849.  Pycnoplectus linearis ingår i släktet Pycnoplectus och familjen kortvingar. Inga underarter finns listade i Catalogue of Life.